# Mille Gori
Mille Gori (født 14. juni 1989 i Rødding, Spøttrup) er en dansk danser, entertainer og tv-vært blandt andet på tv-kanalen DR Ramasjang, hvor hun bl.a. har spillet rollen som Motor Mille.

## Uddannelse
Hun er student fra Skive Gymnasium og HF.
Hun gik på Statens Scenekunstskole på Holmen i København, hvor hun studerede moderne dans. Hun gik på et balletakademi i Stockholm.

## Karriere
Gori medvirker i en række populære børneprogrammer som bl.a. Børnebanden, Monster Buster og Cirkus Summarum. Hun har fået sit eget program som Motor Mille. Hun er kendt som lidt af en drengepige, og i flere af hendes roller er sjov og ballade omdrejningspunktet. 
Hun medvirker også i julekalenderen Det Store Eksperiment som er Viaplays første egenproducerede børneprogram.
Hun har været med i både Evita og Den lille havfrue i Musikteatret Holstebro. 
I 2020 deltog Mille Gori, som dansekaptajn og dommer, i underholdningsprogrammet Den Vildeste Danser på TV2.

## Privat
Hun har dannet par med Mattias Kolstrup i sin ungdom fra 2007-2009.
Mille Gori har dannet par med den kendte sanger og tv-vært Thomas Buttenschøn fra 2017 til 2022.

## Filmografi
- Cirkus Summarum (2013-)
- Ramasjang Club (2014)
- Det Store Eksperiment (2016)
- Familien Fredagsslik (2017)
- Motor Mille på cirkustur (2017)
- Sikke et cirkus: Det mystiske mysterium (2017)
- Motor Mille på maskintur (2017)
- Motor Mille og uniformerne (2018)
- Saga's Stories (2019)
- Den Vildeste Danser (2020)
- Børnebanden
- Monster Buster